# Municipio de Jerusalem (Carolina del Norte)
El municipio de Jerusalem (en inglés: Jerusalem Township) es un municipio ubicado en el  condado de Davie en el estado estadounidense de Carolina del Norte. En el año 2010 tenía una población de 6.062 habitantes.

## Geografía
El municipio de Jerusalem se encuentra ubicado en las coordenadas 35°49′48.52″N 80°31′17.77″O / 35.8301444, -80.5216028.